# Усадьба Шлее
Усадьба Шлее — памятник архитектуры в крымском селе Чеботарка, недалеко от города Саки.
Усадьба была построена в конце XIX века в стиле необарокко. Строительство главного дома усадьбы начиналось при жизни Фердинанда Матвеевича Шлее (1841—1904) — гласного Таврического губернского земского собрания, которому принадлежал ряд строений в Симферополе и его окрестностях. Усадьба Шлее состояла из помещичьего дома, нескольких домиков для рабочих и двухэтажного каменного амбара.
После Октябрьской революции усадьбу Шлее национализировали. С 1926 года здесь было создано одно из еврейских сельскохозяйственных поселений, которое стало одним из мест, где была отработана модель современных израильских кибуцев. В 1930-е годы на территории усадьбы функционировал Чеботарский сельскохозяйственный техникум.
На 2018 год помещичья усадьба в Чеботарке находится в аварийном состоянии на грани гибели.
В апреле 2019 года по результатам проверки в сфере охраны объектов культурного наследия в Сакском районе возбуждено уголовное дело по факту разрушения усадьб Шлее по статье "нарушение требований сохранения или использования объектов культурного наследия, повлекшее по неосторожности их уничтожение или повреждение в крупном размере". Прокуратурой был установлен факт разрушения объекта культурного наследия регионального значения – "Дом Ф.М. Шлее, конец XIX века" (село Чеботарка), который пришел в негодность в результате невыполнения охранных обязательств администрацией Ореховского сельского поселения и на восстановление которого в настоящее время необходимо свыше 600 тысяч рублей.

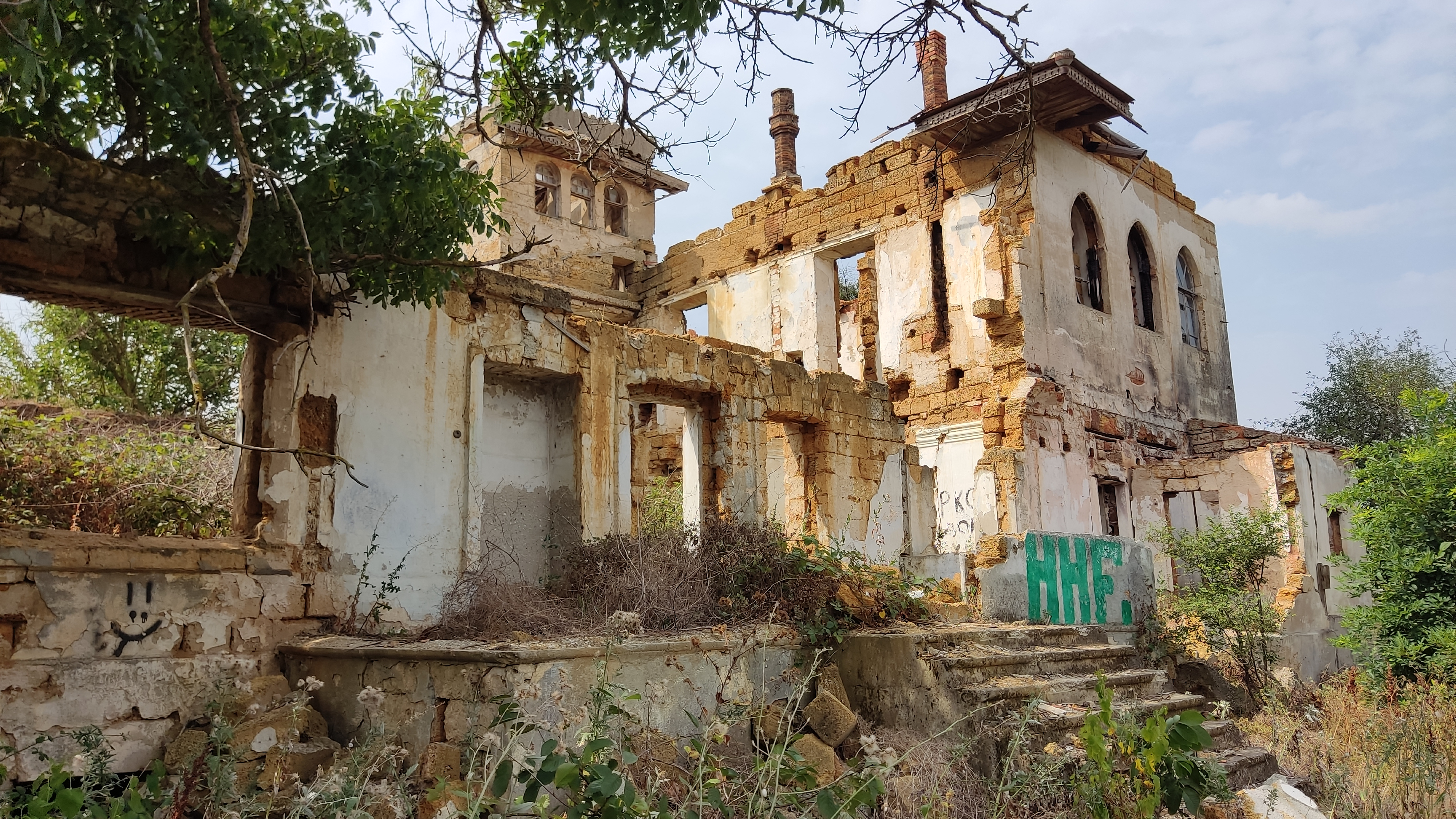
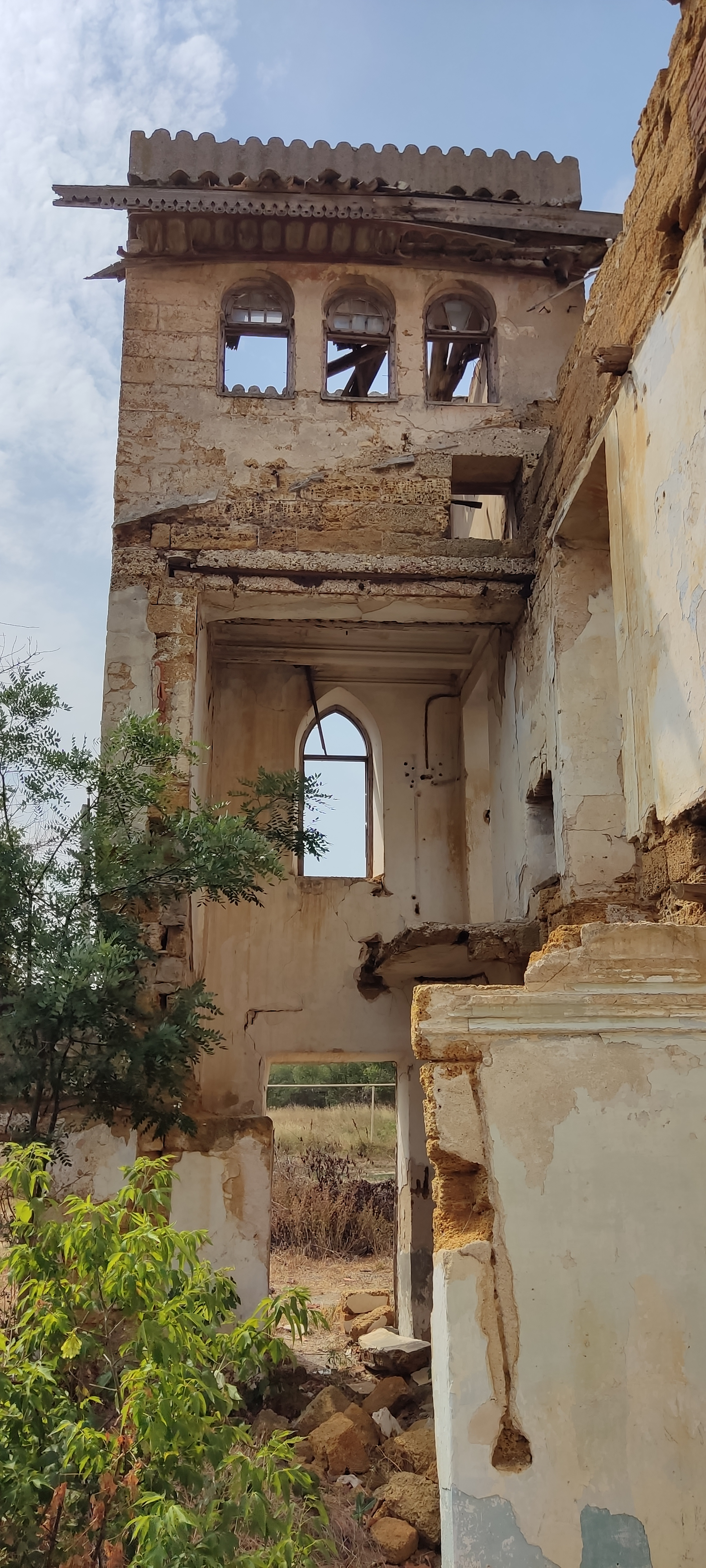
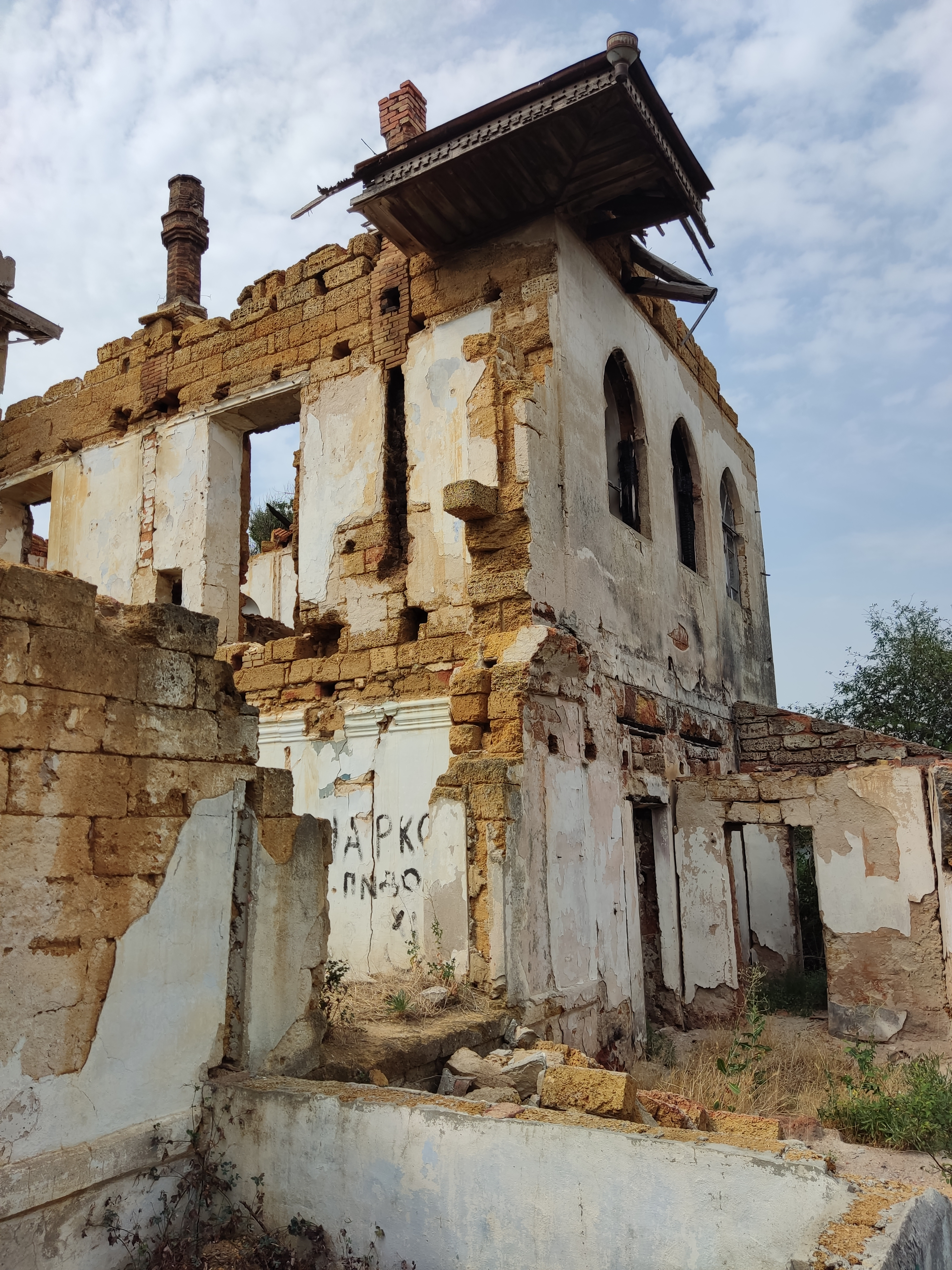